# Марыгино (Вологодская область)
Марыгино — деревня в Кадуйском районе Вологодской области.
Входит в состав Никольского сельского поселения (с 1 января 2006 года по 8 апреля 2009 года входила в Великосельское сельское поселение), с точки зрения административно-территориального деления — в Великосельский сельсовет.
Расстояние до районного центра Кадуя по автодороге — 63 км, до центра муниципального образования села Никольское по прямой — 29 км. Ближайшие населённые пункты — Аленкино, Красное, Плоское.
По переписи 2002 года население — 69 человек (32 мужчины, 37 женщин). Преобладающая национальность — русские (93 %).
В реестр населённых пунктов в 1999 году была внесена как село Марыгино. Изменение в реестр внесено Постановлением Губернатора области 22 мая 2001 года.
На 1912 в деревне Марыгине Красковской волости Белозерского уезда Новгородской губернии находилось 15 дворов, на которых имелось 23 жилых строения. Население составляло 90 человек, из них 41 мужского пола и 49 женского. Главным занятием жителей указано земледелие, подсобным - лесные заработки. В деревне располагались земская школа и лавка.